# 건도 (남송)
건도(乾道, 1165년 ~ 1173년)는 남송 효종(孝宗) 조신(趙昚)의 두번째 연호이다. 9년 가량 사용하였다.
청나라의 관리 임시대(林時對)가 쓴《하삽총담》(荷牐叢談)의 〈열조연호변오〉(列朝年號辨誤)에서 건도 개원 당시 최종 연호는 건통(乾統)이였으나, 건통이 송나라의 적국이던 요나라 천조제가 사용했다는 이유로 건통 연호를 사용하기를 꺼려했다. 그러므로 뒤에 통(統) 자 대신 비슷한 의미의 도(道) 자를 사용하여 건도로 최종적으로 연호를 정하였다고 적고있다.

## 개원
- 융흥(隆興) 3년 1월 1일[2](율리우스력 1165년 2월 13일)에 연호를 건도(乾道)로 개원함.[3][4][5][6]

- 건도(乾道) 9년 11월 9일[7](율리우스력 1173년 12월 15일)에 연호를 순희(淳熙)로 정하고, 다음 해 1월 1일[8](율리우스력 1174년 2월 4일)에 개원함.[9][10][5][6]

## 연대 대조표
| 건도 | 서기 (西紀) | 간지 (干支) | 금나라 연호    | 서하 연호       |
| 원년 | 1165년      | 을유 (乙酉) | 대정(大定) 5년 | 천성(天盛) 17년 |
| 2년  | 1166년      | 병술 (丙戌) | 대정 6년       | 천성 18년       |
| 3년  | 1167년      | 정해 (丁亥) | 대정 7년       | 천성 19년       |
| 4년  | 1168년      | 무자 (戊子) | 대정 8년       | 천성 20년       |
| 5년  | 1169년      | 기축 (己丑) | 대정 9년       | 천성 21년       |
| 6년  | 1170년      | 경인 (庚寅) | 대정 10년      | 건우(乾祐) 원년 |
| 7년  | 1171년      | 신묘 (辛卯) | 대정 11년      | 건우 2년        |
| 8년  | 1172년      | 임진 (壬辰) | 대정 12년      | 건우 3년        |
| 9년  | 1173년      | 계사 (癸巳) | 대정 13년      | 건우 4년        |

## 동시대 연호

### 중국
금(金)
- 대정(大定) (1161년 ~ 1189년)

서하(西夏)
- 천성(天盛) (1149년 ~ 1169년)
- 건우(乾祐) (1170년 ~ 1193년)

대리국(大理國)
- 건덕(建德) (1164년 ~ 1171년)
- 이정(利貞) (1172년 ~ 1175년)

서요(西遼)
- 숭복(崇福) (1164년  ~ 1177년)

### 베트남
- 찐롱바오응(政隆寶應) (1163년 ~ 1174년)

### 일본
- 조칸(長寬) (1163년 ~ 1165년)
- 에이만(永萬) (1165년 ~ 1166년)
- 닌난(仁安) (1166년 ~ 1169년)
- 가오(嘉應) (1169년 ~ 1171년)
- 조안(承安) (1171년 ~ 1175년)

## 같이 보기
- 다른 왕조의 같은 연호
  - 서하(西夏) 건도(乾道, 1068년 ~ 1069년)

- 중국의 연호 목록